# The Beaches
Ne pas confondre avec le quartier de Toronto ou le groupe canadien.
The Beaches est une ville canadienne située sur l'île de Terre-Neuve dans la province de Terre-Neuve-et-Labrador.